# Mary Goddard
Mary Katherine Goddard, més coneguda com a Mary Goddard (Connecticut, EUA, 16 de juny de 1738—Baltimore, EUA, 12 d'agost de 1816) fou una mestra de postes, impressora i editora nord-americana. Va ser la segona persona a imprimir la Declaració d'Independència dels EUA.